# روبی (رمان کودک)
روبی کتابی از حدیث لزرغلامی با تصویرگری رودابه خائف است که در سال ۱۳۹۰ از سوی نشر کتاب‌های فندق منتشر و در سال ۲۰۱۳ در فهرست کلاغ سفید قرار گرفت.